# CST11
CST11 (англ. Cystatin 11) — білок, який кодується однойменним геном, розташованим у людей на короткому плечі 20-ї хромосоми. Довжина поліпептидного ланцюга білка становить 138 амінокислот, а молекулярна маса — 16 506.
| 10         |  | 20         |  | 30         |  | 40         |  | 50         |
| ---------- |  | ---------- |  | ---------- |  | ---------- |  | ---------- |
| MMAEPWQALQ |  | LLLAILLTLM |  | ALPYQARKKT |  | FLSVHEVMAV |  | ENYAKDSLQW |
| ITDQYNKESD |  | DKYHFRIFRV |  | LKVQRQVTDH |  | LEYHLNVEMQ |  | WTTCQKPETT |
| NCVPQERELH |  | KQVNCFFSVF |  | AVPWFEQYKI |  | LNKSCSSD   |  |            |

A: Аланін

C: Цистеїн

D: Аспарагінова кислота

E: Глутамінова кислота

F: Фенілаланін

H: Гістидин

I: Ізолейцин

K: Лізин

L: Лейцин

M: Метіонін

N: Аспарагін

P: Пролін

Q: Глутамін

R: Аргінін

S: Серин

T: Треонін

V: Валін

W: Триптофан

Кодований геном білок за функціями належить до інгібіторів протеаз, інгібітор тіолових протеаз, антибіотиків, антимікробних білків.
Задіяний у такому біологічному процесі, як альтернативний сплайсинг.
Локалізований у цитоплазмі, ядрі.